# Евреинов, Владимир Вячеславович
Владимир Вячеславович Евреинов (1873—после 1935) — приказчик, депутат Государственной думы Российской империи II созыва от Астраханской губернии.

## Биография

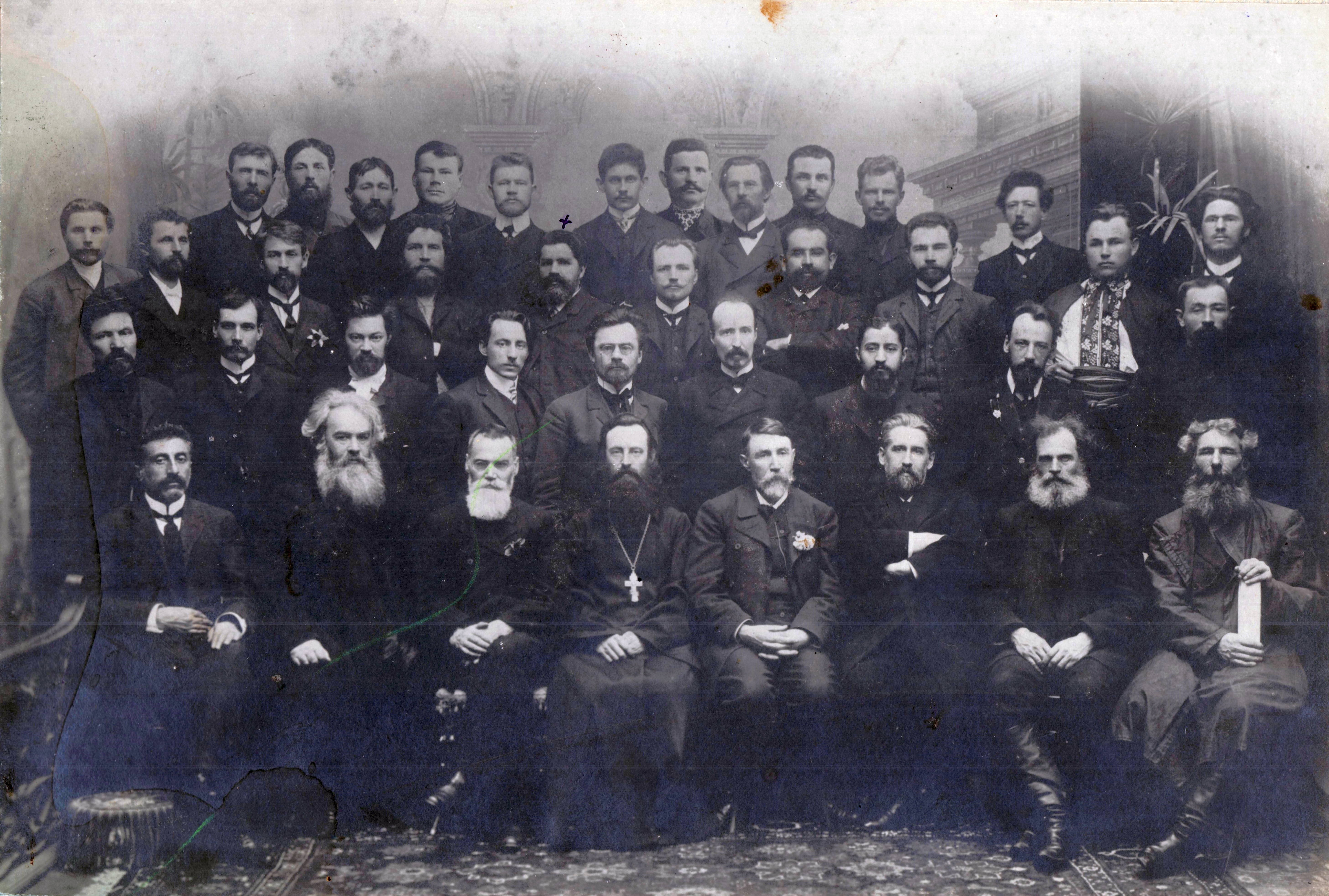
В.В. Евреинов (третий слева в третьем ряду) в группе эсеров, членов II Государственной Думы (1907)

Родился в семье дворянина, инженера, генерала-майора Вячеслава Дмитриевича Евреинова и Ольги Васильевны урождённой Зубковой (1825—?). Прослушал 5 курсов медицинского факультета в Казанском университете, университет не окончил. В конце 1880-х — начале 1890-х был вхож в  народовольческие кружки. В середине 1890-х годов жил в Саратове, участвовал в  разработке программы Союза социалистов-революционеров, входил в состав этой партии. В Астрахани в 1906 году возглавлял самый массовый союз среди профессиональных ассоциаций — союз эсеров-приказчиков. Был секретарём астраханского отдела нефтяного Товарищества братьев Нобель, с годовым заработком 4,6 тысяч рублей.

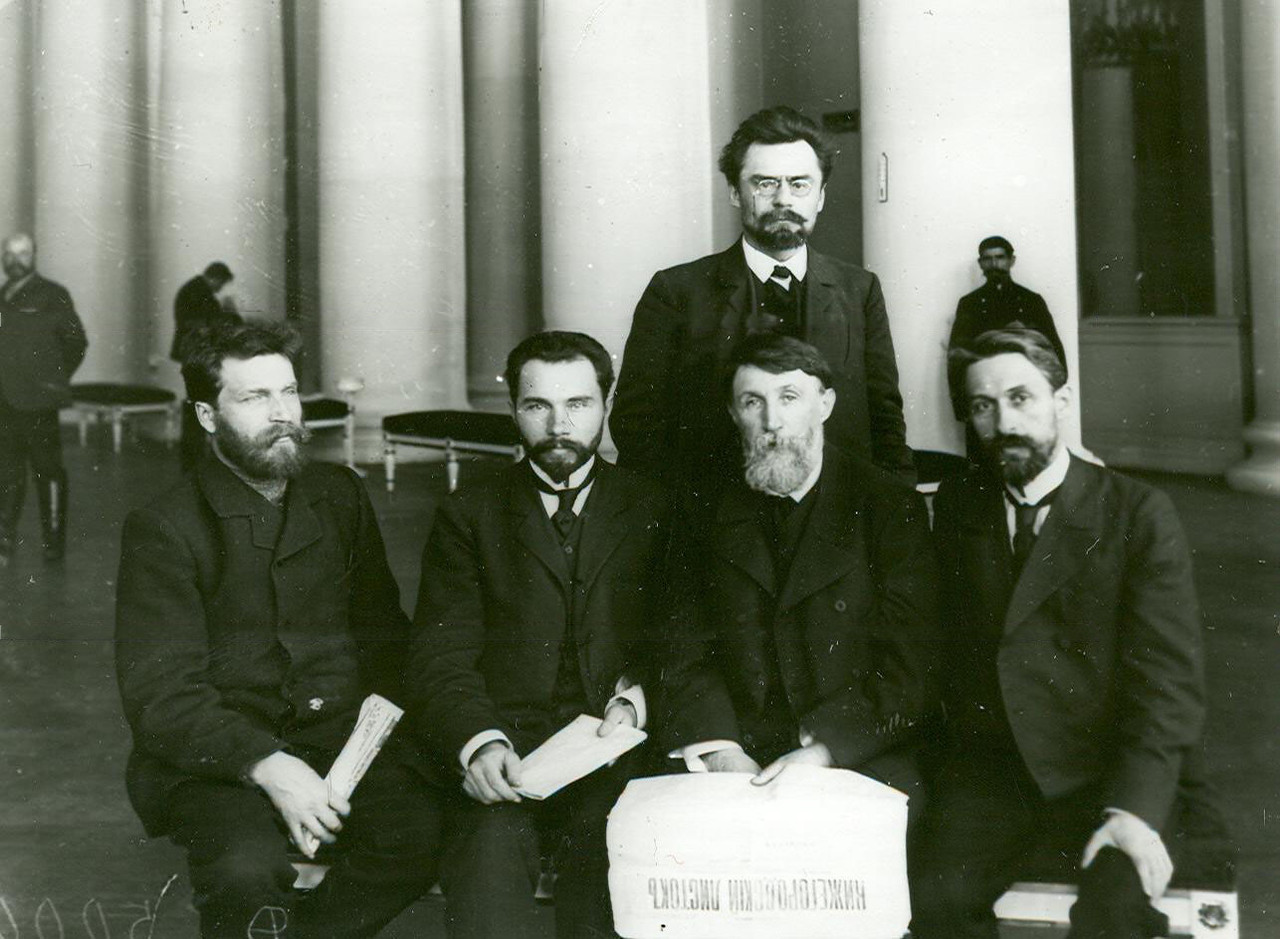
Группа депутатов 2-й Государственной Думы, B. B. Евреинов сидит первый справа.

7 февраля 1907 года избран в Государственную думу Российской империи II созыва от общего состава выборщиков Астраханского губернского избирательного собрания. В Думе вошёл в состав группы Социалистов-революционеров и был избран в её временный комитет совместно с Н. И. Емельяновым и Ф. И. Ржехиным. Председатель 10-го отдела Думы. Состоял в думской Аграрной комиссии. Выступил с докладом от имени Десятого отдела по проверке прав членов Государственной Думы. Участвовал в прениях по аграрному вопросу и вопросу об избрании продовольственной комиссии.
После переворота 7 июня служил в правлении Товарищества братьев Нобель. С 1913 состоял в Петербургском комитете партии социалистов-революционеров. В 1917 году стал гласным городской думы. Один из организаторов профсоюза нефтяников.
После октября 1917 работал в нефтяной промышленности. В марте 1935 — выслан с женой из Ленинграда в Казахстан.
Детально дальнейшая судьба и дата смерти точно неизвестны.

## Семья
- Жена — Екатерина Степановна Евреинова[2], урождённая Журавлёва[6].
- Брат — Михаил Вячеславович Евреинов (1866—?)[3].

### Архивы
- Российский государственный исторический архив. Фонд 1278. Опись 1 (2-й созыв). Дело 142; Дело 590. Лист 10.